# Asile's World
Asile's World è il secondo album in studio della cantante italiana Elisa, pubblicato il 5 maggio 2000 dalla Sugar Music.

## Descrizione
Anticipato dal singolo Gift, il titolo dell'album rimanda a un mondo alternativo e contrario, che capovolga la realtà (la parola "Asile" è il nome "Elisa" scritto alla rovescia). Rispetto al precedente Pipes & Flowers, le sonorità rock sono accantonate per un uso più ampio dell'elettronica.
Secondo la critica, le sonorità dell'album sono paragonabili a quelle della cantante islandese Björk, mentre la vocalità di Elisa fa pensare a quella di Alanis Morissette.

## Edizioni
Il disco è stato originariamente pubblicato il 5 maggio del 2000; come per il precedente album, anche per Asile's World c'è stata una seconda edizione, pubblicata nel 2001, in cui sono state aggiunte tre tracce, tra le quali Luce (tramonti a nord est), il primo brano in lingua italiana di Elisa, con cui l'artista friulana ha partecipato per la prima volta al Festival di Sanremo, vincendolo. Le due edizioni differiscono anche per le copertine: in quella anteriore alcune scritte da nere sono diventate rosse, mentre in quella posteriore lo sfondo da verdastro è diventato rossastro. Differiscono inoltre per il booklet: nella prima edizione sono riportati solo i testi di Gift, Chameleon, Creature e Asile's World, mentre nella seconda ci sono di tutte le canzoni. La prima edizione contiene altresì la traccia fantasma Asile's World (Alternate Version), assente nella seconda.
Da gennaio 2006 la distribuzione dell'album, come per gli altri prodotti della Sugar, è passata dalla Universal alla Warner.
Il 18 maggio 2009 l'album è stato pubblicato in edicola con TV Sorrisi e Canzoni e il Corriere della Sera in una collana che comprende tutti gli album di Elisa pubblicati fino al 2007. Il CD è contenuto nella custodia Disc Box Slider in cartoncino.

## Accoglienza
| Recensione | Giudizio |
| ---------- | -------- |
| AllMusic   |          |

Recensendo l'album Rockol scrive che i brani costituiscono «un prezioso repertorio», in cui si riconoscono «nuove sperimentazioni vocali» poiché «Elisa ha capito che non è necessario urlare per dimostrare che si possiede la voce». Nella recensione viene apprezzata la produttori «raffinati» che sperimentano sonorità «vicine all'elettronica più calda» di Bjork risultando «un disco che scorre via impetuoso, simile a un flusso di coscienza più che a una costruzione artefatta».

## Tracce
Testi e musiche di Elisa Toffoli, eccetto dove indicato.
1. Gift – 4:24
2. Chameleon – 4:14
3. Happiness Is Home – 4:55
4. Asile's World – 3:49 (musica: Elisa Toffoli, Leonardo Bafunno)
5. Seven Times – 4:34
6. Upside Down – 4:10 (musica: Elisa Toffoli, Leonardo Bafunno)
7. A Little Over Zero – 5:00
8. Creature – 4:04 (musica: Elisa Toffoli, Leonardo Bafunno)
9. Just Some Order – 3:27 (musica: Elisa Toffoli, Mauro Malavasi)
10. Come and Sit – 4:35 – [9]
11. Happiness Is Home (Elisa's Remix) – 4:24
12. Tic Tac – 4:22 (musica: Elisa Toffoli, Mauro Malavasi)
13. Little Eye – 9:16 (musica: Elisa Toffoli, Mauro Malavasi) – contiene la traccia nascosta Asile's World (Alternate Version)

Riedizione del 2001
1. Luce (tramonti a nord est) – 4:24 (testo: Elisa Toffoli, Zucchero Fornaciari)
2. Gift – 4:24
3. Chameleon – 4:14
4. Happiness Is Home – 4:55
5. Asile's World – 3:49 (musica: Elisa Toffoli, Leonardo Bafunno)
6. Seven Times – 4:34
7. Upside Down – 4:10 (musica: Elisa Toffoli, Leonardo Bafunno)
8. A Little Over Zero – 5:00
9. Creature – 4:04 (musica: Elisa Toffoli, Leonardo Bafunno)
10. Just Some Order – 3:27 (musica: Elisa Toffoli, Mauro Malavasi)
11. Come and Sit – 4:35
12. Happiness Is Home (Elisa's Remix) – 4:24
13. Tic Tac – 4:22 (musica: Elisa Toffoli, Mauro Malavasi)
14. Little Eye – 4:23 (musica: Elisa Toffoli, Mauro Malavasi)
15. Come Speak to Me – 4:23
16. Asile's World (Bedroom Rockers Remix) – 3:40 (musica: Elisa Toffoli, Leonardo Bafunno)

## Formazione
Crediti tratti dalla riedizione del 2001.
Musicisti
- Elisa – voce, pianoforte (tracce 1 e 15), programmazione (tracce 5, 12 e 13), chitarra (traccia 7), tastiera (tracce 12, 13 e 14)
- Leo Z – campionamenti, filtri, shaker, miniharp, djembe, programmazione e tastiera (tracce 3, 5, 7-10, 14), pianoforte (traccia 5), basso (tracce 8 e 14), percussioni (traccia 9)
- Corrado Rustici – chitarra e tastiera (tracce 1 e 15)
- Benny Rietveld – basso (tracce 1 e 15)
- Clemente Ferrari – tastiera (traccia 1)
- Max Costa – programmazione (tracce 1 e 15)
- Michael Urbano – batteria (tracce 1 e 15)
- Turtle Island Quartet – strumenti ad arco (tracce 1 e 15)
- Chris Taylor – chitarra (tracce 2 e 4)
- Giorgio Pacorig – pianoforte (tracce 2 e 4)
- Trevor Morais – batteria (tracce 2 e 4)
- Aidan Love – programmazione (tracce 2 e 4)
- Paul Cook – programmazione (traccia 2)
- Angie Passerella – chitarra (tracce 3, 5 e 7)
- Riccardo Piemonte – chitarra (traccia 3)
- Andrea Fontana – batteria (traccia 3)
- Luca Malaguti – programmazione (tracce 3, 5, 7-10, 12 e 14)
- Oscar Paul – programmazione (traccia 4)
- Marc Abrams – basso (tracce 5 e 7)
- Bruno Farinelli – batteria (tracce 5, 7 e 8), timpani (traccia 9)
- Jeremy Shaw – chitarra, tastiera e programmazione (tracce 6 e 11)
- Gaudi – theremin (traccia 8)
- Orchestra Sinfonica di Bologna – strumenti ad arco (traccia 9)
- Soul Boy – cori (traccia 10)
- Mauro Malavasi – cori (traccia 13)
- Rudy Trevisi – percussioni (traccia 14)

Produzione
- Corrado Rustici – produzione (tracce 1 e 15)
- Roberto Vernetti – produzione (tracce 2 e 4)
- Leonardo "Leo Z" Bafunno – produzione (tracce 3, 5, 7-10, 14)
- Howie B – produzione (tracce 6 e 11)
- Elisa – produzione (tracce 12 e 13)
- Fred Ventura, Enrico Colombo – produzione (traccia 16)

## Successo commerciale
Asile's World ha esordito alla settima posizione della Classifica FIMI Album, divenendo il secondo album consecutivo dell'artista a conquistare la top 10. Nel 2001, con l'uscita della Sanremo Edition, il disco ha raggiunto la quinta posizione della classifica, divenendo il quarantanovesimo album più venduto in Italia dell'anno.

## Classifiche

### Classifiche settimanali
| Classifica (2001) | Posizione massima |
| ----------------- | ----------------- |
| Italia            | 5                 |

### Classifiche di fine anno
| Classifica (2001) | Posizione |
| ----------------- | --------- |
| Italia            | 49        |